# Burg Hachen
Die Burg Hachen ist die Ruine einer Höhenburg auf einer Berghöhe über Hachen, einem Stadtteil von Sundern im Hochsauerlandkreis, Nordrhein-Westfalen.

## Geschichte
Die Burg Hachen wurde um 1000 erbaut. Sie war zuerst im Besitz des Grafen Ezzo. 1060 erhielt Otto von Northeim von seiner Ehefrau Gräfin Richenza, aus dem Geschlecht der Ezzonen, die Burg. Zwanzig Jahre später schenke Ottos Sohn Graf Kuno von Beichlingen im Jahre 1080 dem Erzbischof von Köln die Anlage. Dieser vergab die Burg als Lehen an die Grafen von Dassel. 1232 veräußerten die Grafen von Dassel die Burg an die Grafen von Arnsberg. Durch den Verkauf der Grafschaft im Jahr 1368 fiel der Besitz erneut an das Erzstift Köln.
Um 1371 war die Burg Hachen Witwensitz der letzten Arnsberger Gräfin Anna. Diese gab jedoch später der Burg Wildshausen bei Arnsberg den Vorzug. Seit dem 15. Jahrhundert nahm die Bedeutung der Burg ab. Die Burg gelangte in den Besitz der Herren von Wrede, Ketteler, von Thülen, von Ledebur und von Fürstenberg. Erst 1839 geht Burg in den Besitz der Gemeinde Hachen über. Am 3. August 1924 wurde das Kriegerehrenmal neben der Burgruine eingeweiht.
Die Baugeschichte der Burg ist bislang noch unzureichend erforscht. Einige Zeichnungen aus dem 18. und 19. Jahrhundert zeigen sie noch als hochaufragende Ruine. Nur wenige Urkunden über bauliche Maßnahmen aus dem 15. Jahrhundert sind erhalten. Zur Erforschung der Baugeschichte fand erstmals 1923 und dann 1978–1980 eine Untersuchung des westfälischen Amtes für Denkmalpflege statt. Dabei wurde ein Hauptburggelände von 40 × 60 m freigelegt. Unterhalb der Hauptburg befand sich auf einem Plateau eine Vorburg. Die gefährdete Nordseite wurde durch eine 2 m dicke Schildmauer geschützt. Dahinter erhob sich ein Rundturm (möglicherweise der Bergfried) mit einem Durchmesser von 8 m. An die Stelle des Turms trat später ein trapezartiges Gebäude mit starken Mauern. Hinzu kommen einige weitere Gebäude.

## Bildergalerie

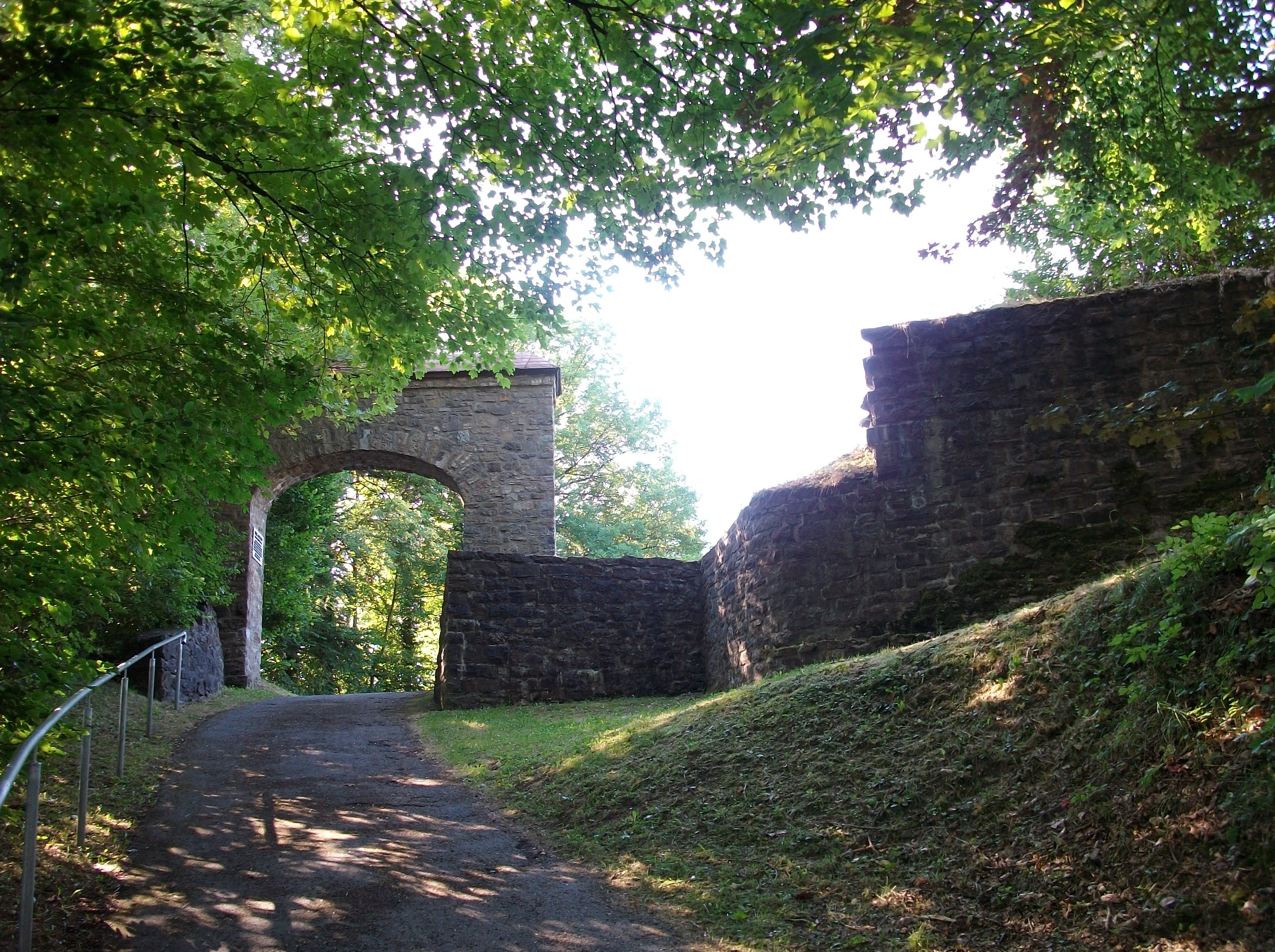
Tor
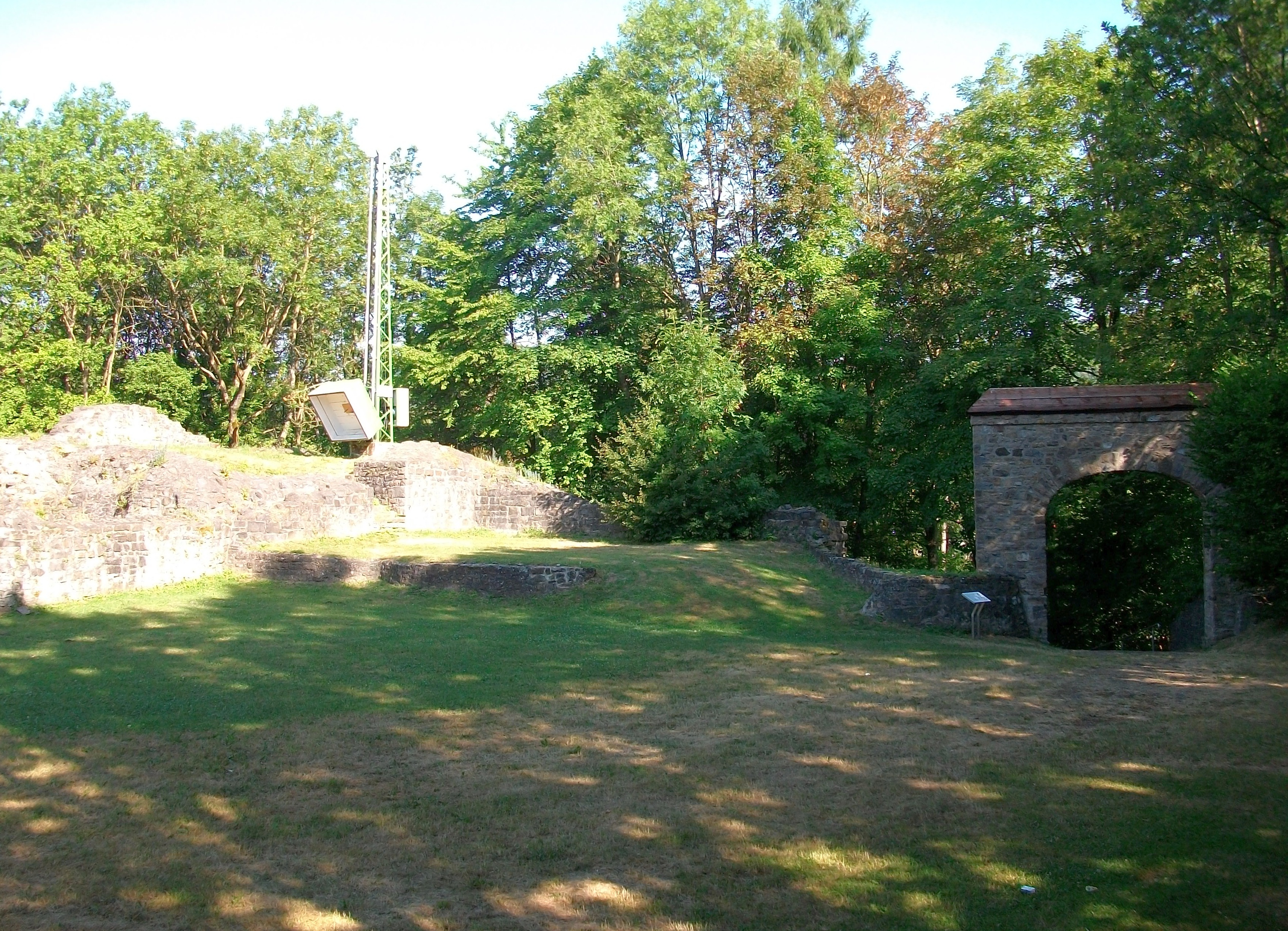
Innenbereich
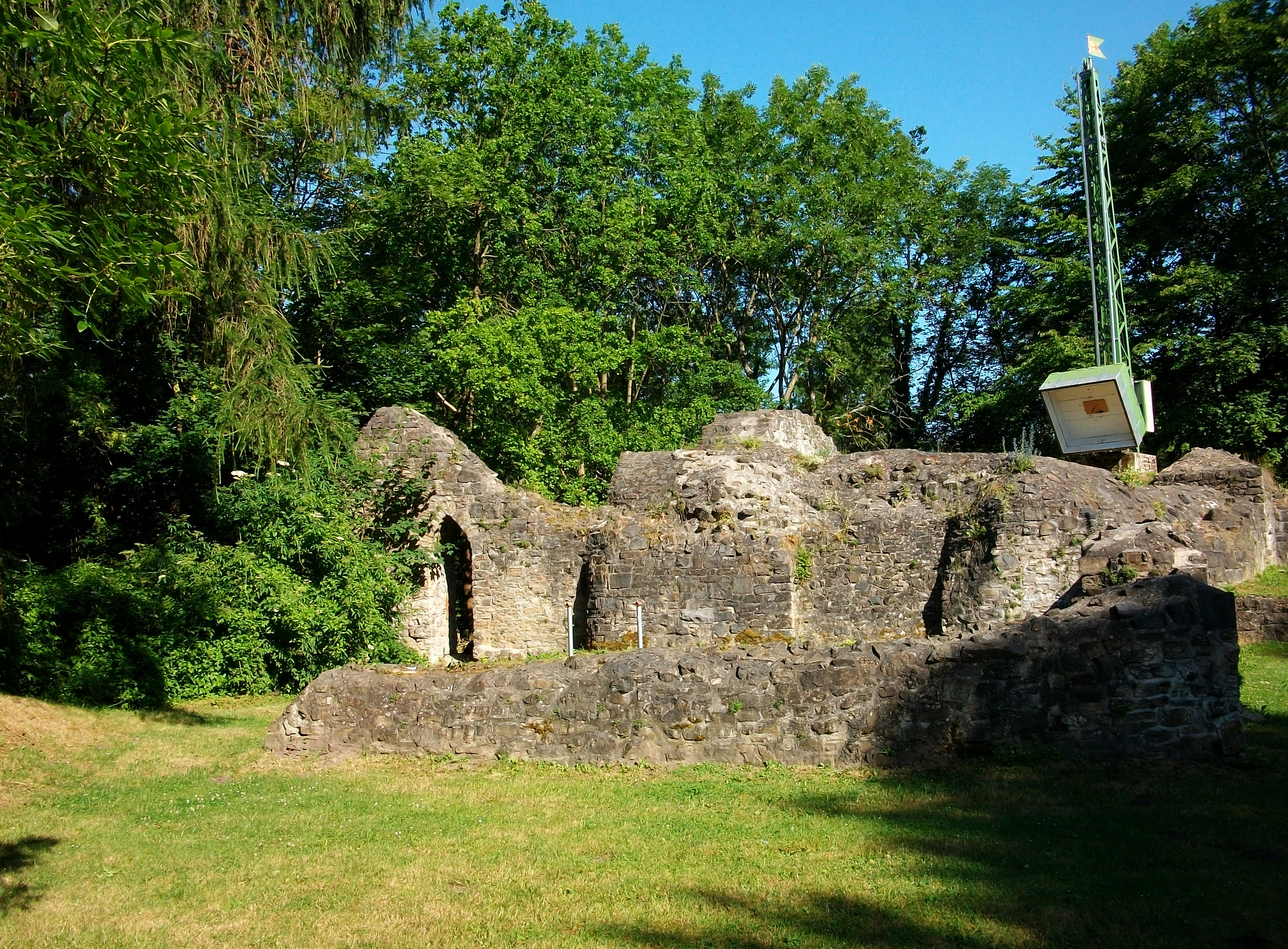
Burgruine
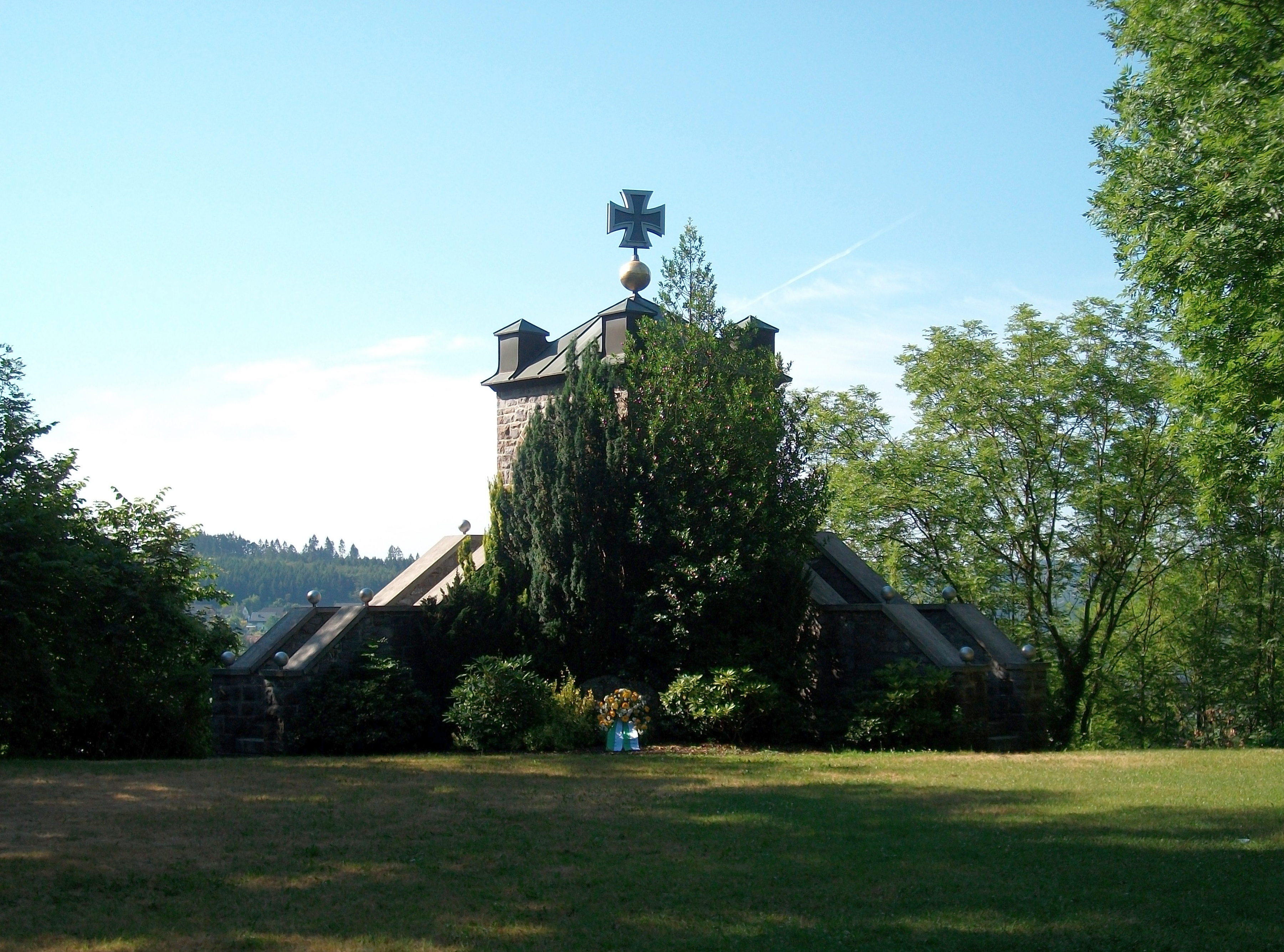
Kriegerehrenmal
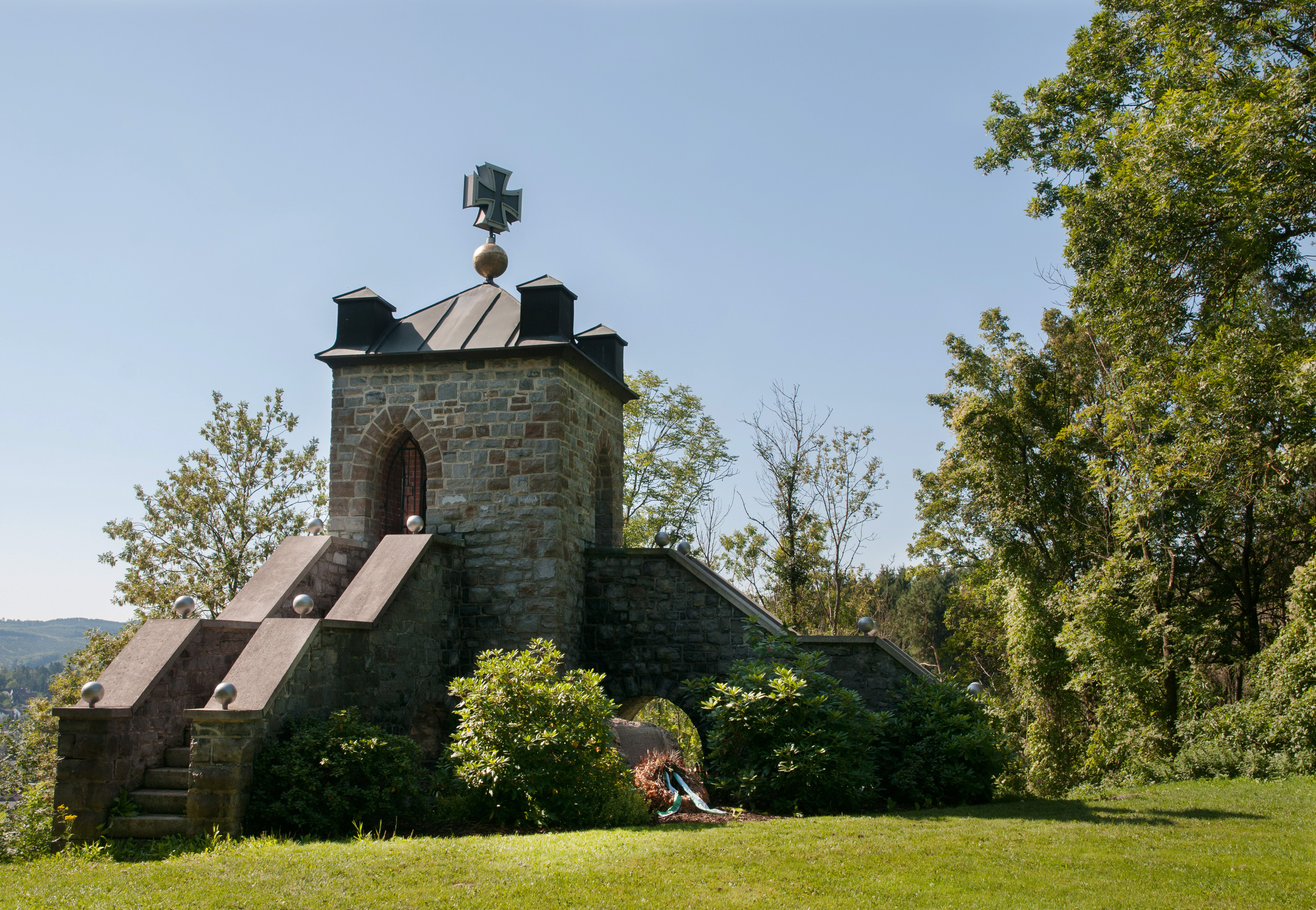
WK-Ehrenmal

## Naturschutzgebiet Burgberg Hachen
2019 wurde die Ruine mit dem Berg als Naturschutzgebiet Burgberg Hachen mit 2,5 ha Flächengröße vom Kreistag des Hochsauerlandkreises ausgewiesen. Schutzzweck des Naturschutzgebietes ist auch die ruinentypischen Lebensgemeinschaften, insbesondere die reiche Molluskenfauna (Schneckenfauna). Vor einer Sanierung und Instandhaltung der Ruinengemäuer ist die UNB des HSK zu beteiligen. Veranstaltungen auf der Burgruine sind erlaubt, soweit sie dem Schutzzweck des Naturschutzgebietes nicht zuwiderlaufen.